# Noah Veraguth

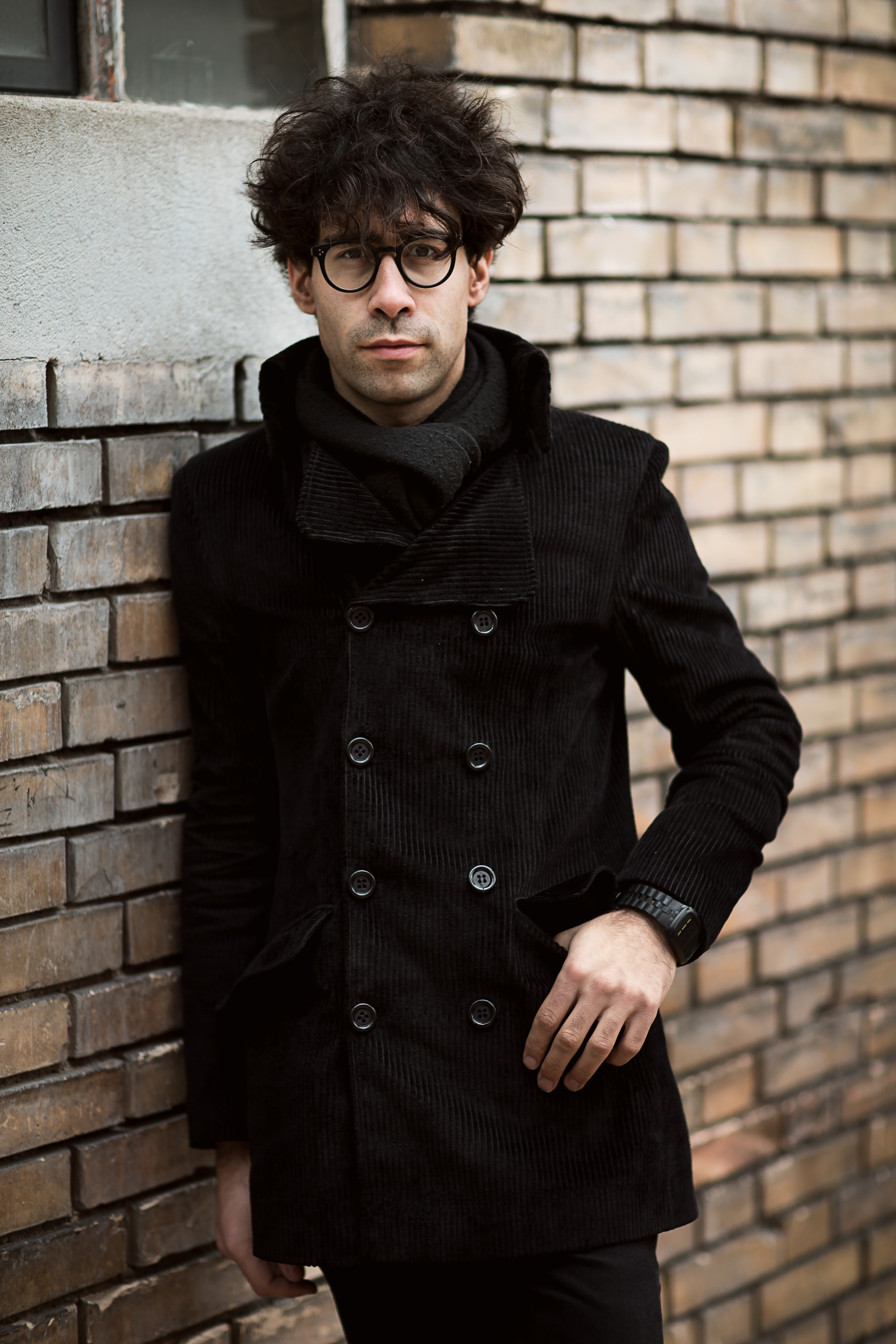
Noah Veraguth (2015)

Noah Veraguth (* 13. Juli 1987 in Biel) ist ein Schweizer Pop-Rock-Sänger und -Musiker und Leadsänger der Band Pegasus.

## Leben

### Privat
Veraguths Mutter stammt aus Brasilien, sein Vater ist Bündner, seine Grossmutter war Pianistin. Er hat eine KV-Lehre im Reisebüro abgebrochen, um ganz auf seine Leidenschaft für Musik zu setzen. Er wohnte in Biel, London, Berlin und Zürich.
Im Februar 2020 heiratete Noah Veraguth die japanische Künstlerin und Illustratorin Sayori Wada. Die beiden waren zuvor rund drei Jahre ein Paar und lebten gemeinsam in Berlin. Seit 2019 wohnt Veraguth in Küsnacht und spielt Fussball beim FC Herrliberg.

### Pegasus

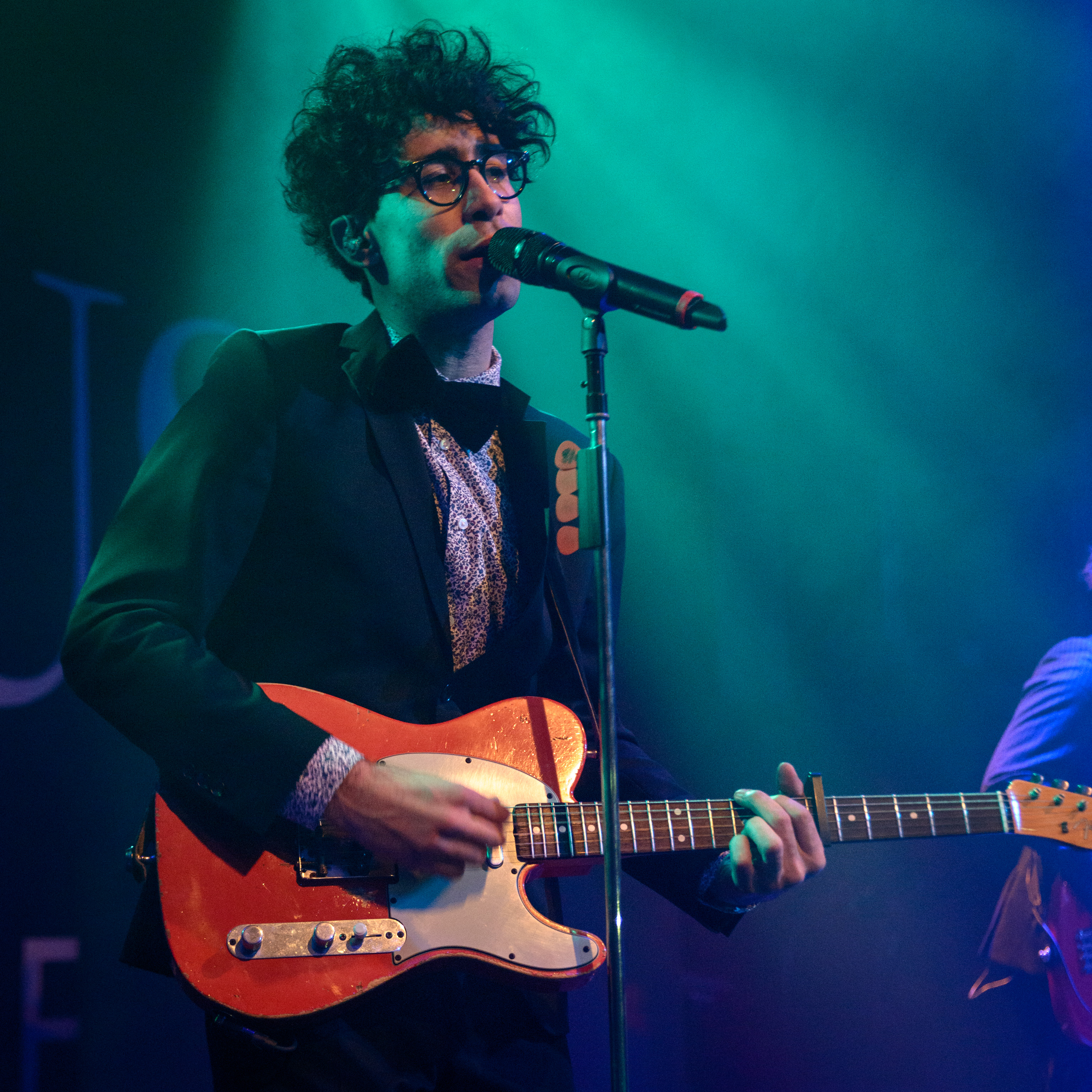
Noah Veraguth (2014)

Noah Veraguth ist zusammen mit Simon Spahr und Gabriel Spahni an derselben Strasse in Biel aufgewachsen. Sie unterhielten schon in sehr jungen Jahren die Quartierbewohner mit kleinen Konzerten in Wohnzimmern, Kellern oder im Park. Später kam Stefan Brønner (bürgerlich: Stefan Brenner) als Schlagzeuger hinzu. Ihre ersten musikalischen Einflüsse waren die Beatles und andere Pioniere des Rock ’n’ Roll. Im Jahr 1996 gründeten sie die Band Pegasus und veröffentlichten 2007 ihr Debütalbum A Place to Be. Seitdem ist Noah Veraguth der Leadsänger der Band, spielt Gitarre und Klavier. Pegasus gehört zu den erfolgreichsten Popbands der Schweiz und wurde bereits mehrfach mit Platin und Gold sowie drei Swiss Music Awards ausgezeichnet. Die Band hatte zahlreiche Single-Hits und eine eineinhalbjährige Chart-Platzierung des Albums Love & Gunfire. Live überzeugte Pegasus bei grossen Festivals und ausverkauften Tourneen in der Schweiz und als Vorgruppe von Hurts auf deren Europatournee sowie bei Festival- und Klubshows in Deutschland, Österreich, Belgien sowie in Japan, Hongkong und Singapur.

### Solokarriere
Ab 2012 rückte Noah Veraguth immer mehr in den Mittelpunkt der Promotionsarbeit für Pegasus. Ende 2012 erreichte er mit gemeinsam mit dem Rapper Stress und dem Sänger Bastian Baker mit dem Album Noël’s Room den ersten Platz der Schweizer Hitparade. Bei der Promotion für das Album von 2014 Digital Kids setzte sich die starke Präsenz des Sängers in den Boulevardmedien fort. So berichtet etwa die Boulevardzeitung Blick in einer Homestory über seinen Umzug nach Zürich. Die Schweizer Illustrierte berichtet von einem Konzert in der Hamburger Prinzenbar unter dem Titel Noah Veraguth & Co. in Hamburg.

### Sonstiges
In der dritten Staffel der Sendung The Voice of Switzerland, welche vom 27. Januar bis 6. April 2020 ausgestrahlt wurde, war Veraguth einer der vier Coaches. Der von ihm begleitete Sänger Remo Forrer gewann den Wettbewerb.
2022 nahm er an der dritten Staffel von Sing meinen Song – Das Schweizer Tauschkonzert teil.

## Diskografie
Für die Veröffentlichungen mit der Band Pegasus siehe dort.

### Alben
- 2012: Noël's Room (mit Bastian Baker, Stress, M.A.M. und Karolyn)
- 2015: Fragmented Music (EP)

### Singles
- 2012: Starship (mit Stress)
- 2012: All My Life (mit Stress und Bastian Baker)
- 2014: Dynamite (mit Ira May und Lo & Leduc)
- 2021: Sex & Sunshine (mit DJ Antoine)
- 2023: Elle (MTV Unplugged, mit Stress)